# Enciclopedia de la literatura en México
La Enciclopedia de la literatura en México (ELEM) es una enciclopedia digital sobre la literatura de México, editada por la Fundación para las Letras Mexicanas, fue apoyada por la Secretaría de Cultura y el Instituto Nacional de Bellas Artes y Literatura de México.

## Historia
La ELEM fue creada como parte del «Proyecto Cultural del Siglo XXI Mexicano», una serie de iniciativas gubernamentales ejercidas desde el entonces Consejo Nacional para la Cultura y las Artes (CONACULTA), hoy Secretaría de Cultura, ejecutado por la asociación civil Fundación de las Letras Mexicanas.
Entre los referentes de su creación se citó la revista El Renacimiento editada por Ignacio Manuel Altamirano así como la labor pedagógica y educativa de Justo Sierra, José Vasconcelos y Octavio Paz.

## Estructura
La ELEM está estructura de la siguiente manera:
- Personas, un índice que incluye aspectos biográficos de personas autoras, traductoras, mediadoras y creadoras orales
- Obras, en donde se realizan descripciones y reseñas de obras literarias
- Panoramas, compendios de artículos organizados en criterios estéticos
- Publicaciones, que incluye materiales enfocados en la producción literaria como revistas, suplementos, colecciones
- Instituciones, dividiéndolas en las dedicadas al estudio, difusión e investigación de la literatura mexicana
- Multimedia, que contiene videos y audios
- Biblioteca, que incluye versiones digitales de literatura mexicana provista por CONACULTA, UNAM, UANL, UV, la Biblioteca Virtual Miguel de Cervantes, Open Library, Internet Archive y Hathi Trust Library, entre otros.
- Literatura oral

Algunos de los artículos biográficos aparecen firmados por los autores que los crearon.